# Brattvåg
Brattvåg är en tätort som utgör centralort i Harams kommun i Møre og Romsdal fylke i västra Norge. Brattvåg som samhälle grundlades 1911 och var så kallad bygningskommune (motsvarar ett svenskt municipalsamhälle) 1919 - 1966.